# ABA Liga 2013-14
La ABA Liga 2013-14 fue la decimotercera edición de la ABA Liga, competición que reunió a 14 equipos de Serbia, Croacia, Eslovenia, Montenegro, Bosnia Herzegovina, República de Macedonia y Hungría. El campeón fue por primera vez el KK Cibona, tras derrotar en la final al KK Cedevita croata.

## Equipos participantes
| País                 | Equipos | Equipo                | Ciudad        | Pabellón (Capacidad)                    |
| -------------------- | ------- | --------------------- | ------------- | --------------------------------------- |
| Serbia               | 4       |                       |               |                                         |
| Serbia               | 4       | Crvena Zvezda Telekom | Belgrado      | Pionir Hall (8,150)                     |
| Serbia               | 4       | Mega Vizura           | Smederevo     | Sports Hall Smederevo (2,600)           |
| Serbia               | 4       | Partizan NIS          | Belgrado      | Pionir Hall (8,150)                     |
| Serbia               | 4       | Radnički              | Kragujevac    | Hala Jezero (5,320)                     |
| Croacia              | 3       |                       |               |                                         |
| Croacia              | 3       | Cibona                | Zagreb        | Dražen Petrović Basketball Hall (5,400) |
| Croacia              | 3       | Cedevita              | Zagreb        | Mala dvorana Doma sportova (4,000)      |
| Croacia              | 3       | Zadar                 | Zadar         | Krešimir Ćosić Hall (10,000)            |
| Bosnia y Herzegovina | 2       |                       |               |                                         |
| Bosnia y Herzegovina | 2       | Igokea                | Aleksandrovac | Laktaši Sports Hall (3,000)             |
| Bosnia y Herzegovina | 2       | Široki Primorka       | Široki Brijeg | Pecara (4,500)                          |
| Eslovenia            | 2       |                       |               |                                         |
| Eslovenia            | 2       | Krka                  | Novo mesto    | Leon Štukelj Hall (3,000)               |
| Eslovenia            | 2       | Union Olimpija        | Ljubljana     | Arena Stožice (12,480)                  |
| Hungría              | 1       | Szolnoki Olaj         | Szolnok       | Tiszaligeti Sportcsarnok (3,000)        |
| Macedonia del Norte  | 1       | MZT Skopje Aerodrom   | Skopje        | Boris Trajkovski Sports Center (8,000)  |
| Montenegro           | 1       | Budućnost VOLI        | Podgorica     | Morača Sports Center (5,000)            |

| Partizan Zvezda Mega Vizura Cedevita Cibona Zadar Radnički Union Olimpija Krka Široki Igokea MZT Budućnost Localización de los equipos de la Temporada 2013–14 de la ABA (antigua Yugoslavia) | Szolnoki Olaj Localización de los equipos de la Temporada 2013–14 de la ABA (Hungría) |

## Temporada regular

### Clasificación
|    | Equipo                | Pos | G  | P  | PF   | PC   | Dif  | Pts | %    |
| -- | --------------------- | --- | -- | -- | ---- | ---- | ---- | --- | ---- |
| 1  | Crvena Zvezda Telekom | 26  | 22 | 4  | 2017 | 1725 | +292 | 48  | .846 |
| 2  | Cedevita              | 26  | 19 | 7  | 1917 | 1802 | +115 | 45  | .731 |
| 3  | Partizan NIS          | 26  | 18 | 8  | 1837 | 1677 | +160 | 44  | .692 |
| 4  | Cibona                | 26  | 17 | 9  | 2001 | 1919 | +82  | 43  | .654 |
| 5  | Budućnost VOLI        | 26  | 15 | 11 | 1921 | 1851 | +70  | 41  | .577 |
| 6  | Igokea                | 26  | 13 | 13 | 1857 | 1935 | –78  | 39  | .500 |
| 7  | Krka                  | 26  | 12 | 14 | 1815 | 1810 | +5   | 38  | .462 |
| 8  | Mega Vizura           | 26  | 12 | 14 | 2111 | 2122 | –11  | 38  | .462 |
| 9  | MZT Skopje Aerodrom   | 26  | 12 | 14 | 1964 | 1974 | –10  | 38  | .462 |
| 10 | Union Olimpija        | 26  | 11 | 15 | 1788 | 1804 | –16  | 37  | .423 |
| 11 | Radnički              | 26  | 10 | 16 | 1977 | 2099 | –122 | 36  | .385 |
| 12 | Szolnoki Olaj         | 26  | 8  | 18 | 1793 | 1937 | –144 | 33  | .308 |
| 13 | Zadar                 | 26  | 7  | 19 | 1776 | 1956 | –180 | 33  | .269 |
| 14 | Široki Primorka       | 26  | 6  | 20 | 1789 | 1952 | –163 | 32  | .231 |

|  | Clasificado para la Final four |
|  | Descendido                     |

Clasificación a 31 de marzo de 2014

### Resultados[3]
|                     | BUD   | CDV   | CIB    | CZV   | IGK   | KRK   | MEG   | MZT    | PAR   | RKG    | SZO   | ŠRK   | UOL   | ZDR   |
| Budućnost VOLI      |       | 64–60 | 79–72  | 62–60 | 74–63 | 70–68 | 83–76 | 87–79  | 61–65 | 79–85  | 86–77 | 85–68 | 76–78 | 90–68 |
| Cedevita            | 76–71 |       | 67–85  | 68–64 | 74–60 | 83–55 | 77–73 | 77–67  | 68–65 | 79–71  | 98–87 | 85–76 | 75–60 | 83–59 |
| Cibona              | 65–55 | 66–51 |        | 67–76 | 74–82 | 92–78 | 98–96 | 93–90  | 80–76 | 66–82  | 87–63 | 91–80 | 83–71 | 91–74 |
| Crvena Zvezda       | 74–64 | 73–59 | 88–63  |       | 93–59 | 78–65 | 86–78 | 87–77  | 63–57 | 88–51  | 90–64 | 73–66 | 87–62 | 82–69 |
| Igokea              | 75–68 | 96–89 | 55–67  | 52–72 |       | 83–74 | 83–80 | 65–79  | 80–83 | 91–88  | 72–58 | 69–60 | 74–61 | 65–58 |
| Krka                | 60–57 | 64–65 | 66–77  | 69–78 | 69–66 |       | 80–65 | 73–50  | 60–52 | 83–57  | 73–67 | 94–67 | 67–63 | 79–80 |
| Mega Vizura         | 92–86 | 62–72 | 102–74 | 86–98 | 77–91 | 78–74 |       | 101–82 | 76–81 | 90–87  | 95–89 | 82–73 | 80–85 | 91–75 |
| MZT Skopje Aerodrom | 78–71 | 75–81 | 88–93  | 65–58 | 90–85 | 80–75 | 80–72 |        | 69–70 | 87–95  | 82–71 | 88–75 | 79–60 | 78–69 |
| Partizan NIS        | 72–65 | 77–68 | 80–71  | 83–86 | 67–56 | 80–67 | 88–65 | 66–73  |       | 82–70  | 20–0  | 63–58 | 63–53 | 80–65 |
| Radnički            | 72–86 | 61–78 | 78–71  | 73–78 | 82–67 | 84–77 | 84–86 | 69–79  | 66–92 |        | 82–91 | 75–55 | 81–66 | 79–74 |
| Szolnoki Olaj       | 75–84 | 68–67 | 63–64  | 72–77 | 79–72 | 55–63 | 61–66 | 81–69  | 76–71 | 101–92 |       | 71–69 | 62–71 | 80–75 |
| Široki Primorka     | 67–81 | 68–73 | 73–84  | 80–79 | 78–50 | 63–68 | 72–86 | 67–63  | 60–81 | 79–81  | 76–66 |       | 60–58 | 72–58 |
| Union Olimpija      | 69–73 | 69–71 | 47–74  | 61–62 | 62–66 | 65–57 | 88–75 | 73–62  | 66–59 | 85–56  | 74–57 | 77–62 |       | 90–66 |
| Zadar               | 57–64 | 66–73 | 59–53  | 53–67 | 79–80 | 55–57 | 75–81 | 72–70  | 56–64 | 89–76  | 71–67 | 77–69 | 77–75 |       |

## Final four
Partidos jugados entre el 24 y el 27 de abril de 2014 en el Kombank Arena, Belgrad0, Serbia.
|  | Semifinales | Semifinales   | Semifinales |          |        | Final  | Final | Final |  |
|  |             |               |             |          |        |        |       |       |  |
|  |             |               |             |          |        |        |       |       |  |
|  | 1           | Crvena zvezda | 70          |          |        |        |       |       |  |
|  | 1           | Crvena zvezda | 70          |          |        |        |       |       |  |
|  | 4           | Cibona        | 75          |          |        |        |       |       |  |
|  | 4           | Cibona        | 75          |          | Cibona | Cibona | 72    |       |  |
|  |             |               |             |          | Cibona | Cibona | 72    |       |  |
|  |             |               | Cedevita    | Cedevita | 59     |        |       |       |  |
|  | 2           | Cedevita      | Cedevita    | Cedevita | 59     | 81     |       |       |  |
|  | 2           | Cedevita      |             |          |        | 81     |       |       |  |
|  | 3           | Partizan      | 79          |          |        |        |       |       |  |
|  | 3           | Partizan      | 79          |          |        |        |       |       |  |
|  |             |               |             |          |        |        |       |       |  |

### Semifinales
| 24 de abril de 2014 | Crvena zvezda Telekom                         | 70–75                | Cibona                                             | |  |
| 20:00               |                                               |                      |                                                    | |  |
|                     | Estadísticas Blažič 25 Marjanović 7 Jenkins 8 | Reporte Pts Reb Asts | Estadísticas Blassingame 28 Šarić 15 Blassingame 9 | Pabellón: Kombank Arena, Belgrado Asistencia: 8.212 espectadores Árbitros: Boltauzer Matej, Javor Damir, Obradović Petar |  |

| 25 de abril de 2014 | Cedevita                               | 81–79                | Partizan NIS                                  | |  |
| 20:00               |                                        |                      |                                               | |  |
|                     | Estadísticas Bilan 14 Suton 11 Babić 8 | Reporte Pts Reb Asts | Estadísticas Pavlović 25 Bogdanović 7 Tepić 4 | Pabellón: Kombank Arena, Belgrado Asistencia: 14 210 espectadores Árbitros: Pukl Saša, Boltauzer Matej, Petek Sašo |  |

### Final
| 27 de abril de 2014 | Cibona                                              | 72–59                | Cedevita                                | |  |
| 20:00               |                                                     |                      |                                         | |  |
|                     | Estadísticas Šarić 23 Rozić, Šarić 11 Blassingame 9 | Reporte Pts Reb Asts | Estadísticas Zubčić 13 Nurkić 7 Delaš 4 | Pabellón: Kombank Arena, Belgrado Asistencia: 2142 espectadores Árbitros: Belošević Ilija, Jovčić Milivoje, Vojinović Milija |  |

| Campeón de la ABA Liga 2013–14 |
| ------------------------------ |
| Cibona 1st Title               |

## Líderes estadísticos
Al término de la temporada regular.

### Valoración
| Pos | Nombre           | Equipo        | Partidos | Valoración | PIR   |
| --- | ---------------- | ------------- | -------- | ---------- | ----- |
| 1.  | Dario Šarić      | Cibona        | 550      | 26         | 21.15 |
| 2.  | Willie Warren    | Szolnoki Olaj | 307      | 17         | 18.06 |
| 3.  | Sava Lešić       | Radnički      | 453      | 26         | 17.42 |
| 4.  | Nenad Miljenović | Mega Vizura   | 427      | 25         | 17.08 |
| 5.  | Boban Marjanović | Crvena zvezda | 428      | 26         | 16.46 |

### Puntos
| Pos | Nombre            | Equipo        | Games | Puntos | PPP   |
| --- | ----------------- | ------------- | ----- | ------ | ----- |
| 1.  | Dario Šarić       | Cibona        | 423   | 26     | 16.27 |
| 2.  | Sava Lešić        | Radnički      | 411   | 26     | 15.81 |
| 3.  | Nemanja Gordić    | Igokea        | 374   | 24     | 15.58 |
| 4.  | Willie Warren     | Szolnoki Olaj | 264   | 17     | 15.53 |
| 5.  | Bogdan Bogdanović | Partizan      | 359   | 24     | 14.96 |

### Rebotes
| Pos | Nombre            | Equipo        | Partidos | Rebotes | RPP  |
| --- | ----------------- | ------------- | -------- | ------- | ---- |
| 1.  | Dario Šarić       | Cibona        | 246      | 26      | 9.46 |
| 2.  | Joffrey Lauvergne | Partizan      | 184      | 25      | 7.36 |
| 3.  | Boban Marjanović  | Crvena zvezda | 190      | 26      | 7.31 |
| 4.  | Sava Lešić        | Radnički      | 173      | 26      | 6.65 |
| 5.  | Nemanja Radović   | Mega Vizura   | 126      | 19      | 6.63 |

### Asistencias
| Pos | Nombre            | Equipo        | Partidos | Asistencias | APP  |
| --- | ----------------- | ------------- | -------- | ----------- | ---- |
| 1.  | Jerel Blassingame | Cibona        | 198      | 26          | 7.62 |
| 2.  | Marko Marinović   | Radnički      | 190      | 26          | 7.31 |
| 3.  | Vasilije Micić    | Mega Vizura   | 146      | 25          | 5.84 |
| 4.  | Willie Warren     | Szolnoki Olaj | 90       | 17          | 5.29 |
| 5.  | Nenad Miljenović  | Mega Vizura   | 130      | 25          | 5.20 |

Fuente: ABA League Individual Statistics 

## Galardones

### MVP
| Pos. | Jugador     | Equipo    | Ref. |
| ---- | ----------- | --------- | ---- |
| A    | Dario Šarić | KK Cibona |      |

### MVP de las Finales
| Pos. | Jugador     | Equipo    | Ref. |
| ---- | ----------- | --------- | ---- |
| A    | Dario Šarić | KK Cibona |      |

### Quinteto ideal
El quinteto ideal de la temporada fue elegido por los aficionados y por los entrenadores de los equipos de la liga, contriguyendo en cada caso con el 50% de los votos en el resultado final.
| Pos.  | Jugador           | Equipo        |
| ----- | ----------------- | ------------- |
| B     | DeMarcus Nelson   | Crvena zvezda |
| E     | Bogdan Bogdanović | Partizan      |
| A     | Dario Šarić       | Cibona        |
| AP    | Joffrey Lauvergne | Partizan      |
| P     | Boban Marjanović  | Crvena zvezda |
| Entr. | Dejan Radonjić    | Crvena zvezda |